# لونزه
لونزه (به آلمانی: Lonsee) یک شهر در آلمان است که در الب-دانو-کریس واقع شده‌است. لونزه ۴٬۷۳۸ نفر جمعیت دارد.